# Stig Schedvin
Stig Göte Schedvin, född 11 mars 1936 i Särna församling i Dalarna, död 15 oktober 2023 i Västerås, var en svensk ingenjör och målare bosatt i Västerås.
Schedvin målade i olja och bilderna ligger ofta på gränsen till icke föreställande. Motiven är hämtade från minnen och upplevelser, tolkade genom ett fritt måleri. Mycket kom från de gamla hemtrakterna i Dalarna och från resor.